# Witvleugeltroepiaal
De witvleugeltroepiaal (Icterus leucopteryx) is een zangvogel uit de familie Icteridae (troepialen).

## Verspreiding en leefgebied
Deze soort komt voor op Jamaica en de Kaaimaneilanden en telt 3 ondersoorten:
- Icterus leucopteryx lawrencii: San Andrés (oostelijk van Nicaragua).
- Icterus leucopteryx bairdi: Grand Cayman.
- Icterus leucopteryx leucopteryx: Jamaica.